# Knud Andersen (forfatter)
 For alternative betydninger, se Knud Andersen. (Se også artikler, som begynder med Knud Andersen)
Knud Andersen (11. september 1890 – 1. juni 1980), er født på Djursland, var oprindelig sømand, tog skibsførereksamen på Fanø Navigationsskole men kunne efterfølgende ikke få udstedt sønæringsbevis pga. farveblindhed. Blev poet og forfatter, og debuterede i bogform med digte i 1923. Skrev særdeles indlevende, følsomt og stærkt om havet – blandt andet om sine rejser med skibet "Monsunen" – en tidligere fiskesmakke, som Knud Andersen og hans besætning nåede vidt omkring med på trods af små midler.
I 1916 giftedes han med Helga Marie Thorn, som han fik tre børn med; de blev kaldt Fisken, Kulingen og Doktoren. Han giftedes på nyt i 1934 med Kirsten Gjørup. Hans ældste barn, datteren Fisken, som i virkeligheden hedder Lis Andersen, skrev blandt flere bøger også en om en sejlads med skibet Monsunen: Da vi boede paa Atlanterhavet i Fiskekutteren Monsunen.

## Forfatterskabet (Bibliografi)
- 1923 "Sange og Syner", digte
- 1924 "Havet"
- 1927 "Brændig"
- 1928 "Perlemor"
- 1929 "Ved det yderste hav"
- 1931 "Med Monsunen på Atlanterhavet"
- 1933 "Elleve maaneder på havet og een i havn"; om en jordomsejling med Monsunen
- 1935 "Fra armod til rigdom"
- 1936 "Højvande ved Dover"
- 1941 "Hugo fra havet"
- 1942 "Langfarerens nattevagter"

## Eksterne links
- Knud Andersen på gravsted.dk
- Knud Andersen (forfatter) på Bibliografi.dk
- Knud Andersen på Dansk Forfatterleksikon